# Kongsdal
 Der er flere lokaliteter med dette navn, se Kongsdal (flertydig).
Kongsdal er en gammel gård, som nævnes første gang i 1180. 1180 skænkede biskop Absalon sit arvegods i Undløse mellem Holbæk og Sorø til sit kære Sorø Kloster. Gården blev kaldt Tygestrup fra 1280 til 1669, og navnet Kongsdal er fra 1669. Godset er beliggende ca. 14 km sydvest for Holbæk i Undløse Sogn i Holbæk Kommune på Vestsjælland.
Kongsdal Gods er på 1021 hektar med Kildegaard.

## Ejere af Kongsdal
- (før 1180) Absalon
- (1180-1280) Sorø Kloster
- (1280-1309) Stig Andersen Hvide
- (1309-1315) Anders Stigsen Hvide
- (1315-1361) Stig Andersen Hvide
- (1361-1536) Antvorskov Kloster
- (1536-1587) Kronen
- (1587-1607) Peder Reedtz
- (1607-1609) Enke Fru Reedtz
- (1609-1655) Frederik Pedersen Reedtz
- (1655-1669) Peder Frederiksen Reedtz
- (1669-1670) Frederik 3.
- (1670-1671) Christian 5.
- (1671-1672) Christoffer Parsberg
- (1672-1681) Otto Pogwisch
- (1681-1698) Valdemar Christoffer Gabel
- (1698-1703) Caspar von Bartholin
- (1703-1714) Lars Andersen
- (1714-1725) Gregers Juel
- (1725-1731) Jacob Hjort
- (1731-1748) Johan von Schack
- (1748-1750) Adolph Heinrich von Staffeldt
- (1750-1751) Anne Cathrine von der Maase gift (1) von Staffeldt (2) von Hauch
- (1751-1756) Andreas von Hauch
- (1756-1769) Christian Albrecht von Massow von der Osten
- (1769-1794) Lorenz Lassen
- (1794-1812) Niels Lassen
- (1812-1814) Edvard Gram / Peder Bech
- (1814-1815) Edvard Gram
- (1815-1835) Jacob Benzon Resch
- (1835-1846) Hector Frederik Janson Estrup
- (1846-1907) Jacob Brønnum Scavenius Estrup
- (1907-1914) Hector Estrup
- (1914-1941) Mathilde Juel gift Estrup
- (1941-1963) Jacob Estrup
- (1963-1986) Iakob Estrup
- (1986 - 2021) Hans Iakob Estrup
- (2021 - ) Martin Mikkelsen[1]

## Udbygninger
- (ca. 1280) Kaldet Tygestrup
- (ca. 1588) firfløjet hovedbygning påbegyndt
- (1598) vestfløjen opført
- (1669) Nu kaldet Kongsdal
- (1880erne) Gennemgribende restaurering